# قرة قية (ميانة)
قرة قية هي قرية في مقاطعة ميانة، إيران. عدد سكان هذه القرية هو 100 في سنة 2006.